# Koeberlinia spinosa

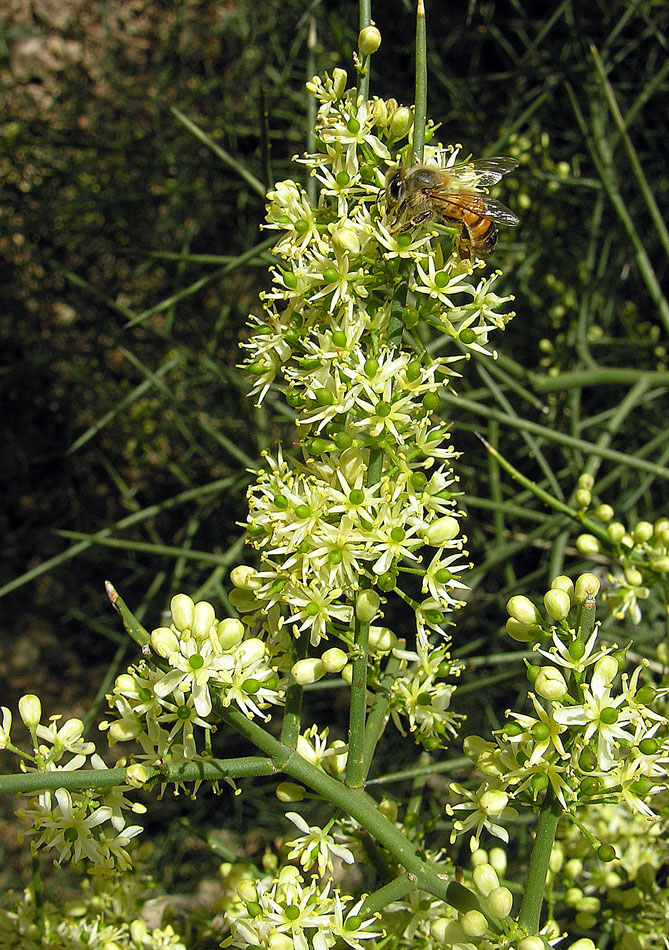
Květenství

Koeberlinia spinosa je vytrvalá polopouštní až pouštní trnitá rostlina z čeledi Koeberliniaceae.

## Výskyt
Nachází se pouze v Severní Americe na jihozápadě Spojených států Severoamerických (Arizona, Kalifornie, Nové Mexiko, Texas) a v centrálním Mexiku (státy Hidalgo a Querétaro), kde roste roztroušeně. Jsou to rostliny silně xerofytní. Nároky na kvalitu půdy nemají, vyžadují pouze plné oslunění. Snesou za sucha i teploty pod –15 °C.

## Popis
Koeberlinia spinosa nejčastěji roste ve tvaru neuspořádaného, hustě větveného keře, který bývá vysoký 1 až 3 m a může se rozrůst do šířky i přes 10 m. Zřídka vyrůstá jako strom vysoký skoro 5 m. Bezřapíkaté listy veliké jen okolo 2 až 5 mm se objevují spirálovitě podél větví na jaře po deštích, ale brzy opadají, rostlina je po převážnou většinu roku bezlistá. Pokroucené tenké větve jsou zelené, stejně jako pravoúhle vyrůstající tlusté, ostré trny. Funkci listů přebraly zelené fotosyntetizující větve.
Zelenobílé oboupohlavé květy na stopkách 3 až 6 mm dlouhých vytvářejí hroznovitá květenství. Zelenobílé kališní lístky jsou 4, vejčité, celokrajné, 1 až 2 mm veliké. Obvejčité korunní lístky jsou také 4, mají smetanovou barvy a jejich délka je do 1,5 mm. Tyčinek s eliptickými prašníky je v květu 8. Květní lůžko nesoucí gyneceum je prodlouženo v gynofor, pestík je jediný, svrchní semeník je vejčitý.
Nejvíce květů rozkvétá na jaře, s příchodem léta kvetení ustává. Opylení zajišťuje hmyz. Plody jsou černé bobule o průměru až 5 mm s jedním nebo několika semeny ledvinovitého tvaru.

## Význam
Hospodářský význam nemá Koeberlinia spinosa žádný. Plody slouží za potravu pro ptáky a drobné savce, ještě měkké větvičky jsou někdy spásány zvěří. Trnité keře jsou vhodným úkrytem drobným živočichům včetně plazů, pro větší zvěř jsou keře neproniknutelnou bariérou.

## Taxonomie
Jsou rozeznávány 3 podruhy Koeberlinia spinosa:
- Koeberlinia spinosa Zucc. subsp. spinosa
- Koeberlinia spinosa Zucc. subsp. tenuispina, Kearney et Peebles
- Koeberlinia spinosa Zucc. subsp. wivaggi, W. C. Holmes, K. L. Yip et Rushing

Nedávno byl od druhu Koeberlinia spinosa oddělen poddruh Koeberlinia holacantha, endemit z Bolívie, který byl nato povýšen na samostatný druh.